# Dorin Rotariu
Dorin Rotariu, né le 29 juillet 1995 à Timișoara, est un footballeur international roumain évoluant au poste d'ailier.
Il est le neveu de l'ancien international roumain Iosif Rotariu.

## Biographie

### Carrière en club
Il joue son premier match en première division roumaine en mars 2013, contre le Concordia Chiajna, à l'âge de 17 ans et 8 mois.
Il inscrit huit buts au sein du championnat roumain lors de la saison 2015-2016.
Le 31 janvier 2017, il part en Belgique et s'engage avec le Club Bruges KV pour trois ans et demi.
Le 22 février 2019, il s'engage avec le FK Astana.

### Carrière internationale
Il est appelé pour la première fois chez les seniors en août 2016 contre le Monténégro, mais n'entre pas en jeu.
Il fait ses débuts internationaux le 8 octobre 2016 lorsqu'il entre en jeu lors d'un match contre l'Arménie, à la 67e minute de jeu pour remplacer Alexandru Chipciu.

## Palmarès

### Club
Dinamo Bucarest
- Finaliste de la Coupe de Roumanie en 2016

Club Bruges
- Vice-champion de Belgique en 2017

FK Astana
- Champion du Kazakhstan en 2019
- Vainqueur de la Supercoupe du Kazakhstan en 2019 et 2020